# 曼萨纳尔德洛辛凡特斯
曼萨纳尔德洛辛凡特斯，是西班牙卡斯蒂利亚-莱昂萨莫拉省的一个市镇。 总面积65平方公里，总人口188人（2001年），人口密度3人/平方公里。